# Blaž Ovijač
Blaž Ovijač, též Blaž Ovjiazh (cca 1790 Cerklje na Gorenjskem – 4. října 1859 Lublaň), byl kraňský a rakouský právník a politik slovinské národnosti, během revolučního roku 1848 poslanec rakouského Říšského sněmu.

## Biografie
Od podzimu 1805 studoval na lublaňském gymnáziu a pak absolvoval práva na Vídeňské univerzitě, kde promoval 13. ledna 1818. Profesně začal působit ve státní správě Ilyrského království (součást Habsburské monarchie). Od roku 1824 byl státním úředníkem v Škofja Loka, od roku 1827 ve městě Idrija, kde působil jako justiciár a okresní komisař. V roce 1830byl vypsán konkurz na čtyři místa advokátů v Lublani. Uspěl a na podzim 1832 byl jmenován advokátem. 9. listopadu 1832 se přestěhoval do Lublaně. S manželkou Frančiškou Sotlar měli několik dětí, jedním z nich byla mecenáška Frančiška Ovijač. Byl veřejně aktivní. Od roku 1833 působil v organizaci Kmetijska družba a od roku 1840 byl členem Muzejní společnosti. Podporoval rozvoj slovinského jazyka, byl konzervativně orientován.
Během revolučního roku 1848 se výrazně zapojil do politického dění. V doplňovacích volbách v roce 1849, poté co rezignoval poslanec Matej Dolžan, byl zvolen na rakouský ústavodárný Říšský sněm. V seznamu poslanců z ledna 1849 ještě nefiguruje. Do parlamentu usedl až na jeho 84. schůzi počátkem února 1849. Zastupoval volební obvod Logatec. Uvádí se jako advokát. V parlamentu se vyděloval od ostatních slovinských poslanců svým vyhraněně konzervativním přístupem. Podporoval, aby katolická církev byla prohlášena za státní s tím, že ostatní náboženství by byla jen tolerována. Návrh ale nezískal podporu. Zároveň působil v Lublani v komisi pro překládání zákonů do slovinštiny.
Po porážce revoluce se stáhl z politiky.